# 新北市私立清傳高級商業職業學校
清傳學校財團法人新北市清傳高級商業職業學校，簡稱清傳高商或清傳商職，是位於台灣新北市三重區的私立技術型高級中等學校。
學校於2022年起停止招生，待最後一屆學生於2024年畢業後停辦，轉型辦理終身學習教育中心。
前民主進步黨立委盧修一曾任教於此，主教國文。

## 科別
- 商業經營科
- 資料處理科
- 應用日語科
- 電子商務科

## 歷史
學校於1965年由曾擔任臺北縣議員的連清傳獨資創辦，林順興先生為首任校長。最初除了高級商業職業學校外，也包括了初級商業部，1966年增設夜間部，1968年由於台灣實施九年國民義務教育，因此停辦初級商業部。
1971年至1992年期間，曾設立附設汽車駕駛修護補習班、珠算、中英文打字、電腦短期補習班。
1988年將原本的綜合商業科改設立商業經營科，1990年新設資料處理科，2000年夜間部改設為進修學校，2015年新設應用日語科和電子商務科。
2022年起停止招生。

## 歷任校長
1. 林順興（1965年8月～1975年7月）
2. 林炯炫（1975年8月～1977年7月）
3. 連勝彥（1977年8月～2003年1月）
4. 歐宗智（2003年2月～2018年1月）
5. 林怡宏（2018年2月～現任）

## 外部連結
- 私立清傳高級商業學校 （页面存档备份，存于）
- 清傳高商的Facebook專頁